# Salon des Refusés

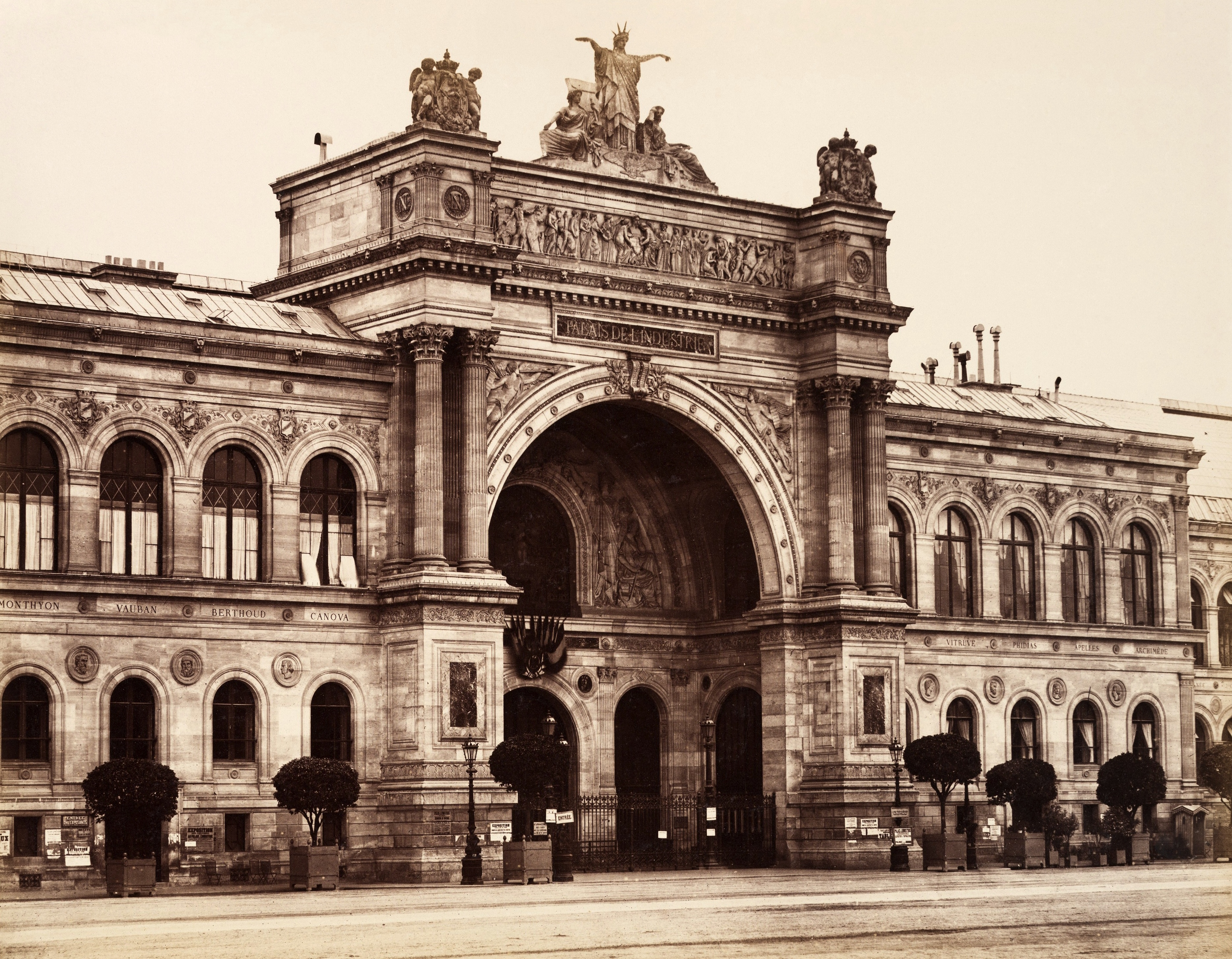
Il Palais de l'Industrie di Parigi, sede del Salon des Refusés organizzato nel 1863.

È chiamata Salon des Refusés (Salone dei Rifiutati) l'esposizione, organizzata nel 1863 da Napoleone III, per accogliere le opere degli artisti rifiutate dal Salon "ufficiale", ovvero quello dell'Académie des beaux-arts di Parigi.

## Storia
Nel 1863 la giuria di ammissione dell'Accademia parigina rifiutò di esporre una notevole quantità di dipinti (circa 3000, secondo le fonti). A seguito di proteste, l'Imperatore organizzò un'esposizione parallela a quella ufficiale, consentendo ad artisti come Édouard Manet con il suo Le déjeuner sur l'herbe (la principale causa dello scandalo), Claude Monet, Camille Pissarro, James Whistler e altri di esporre le loro opere. La frequentatissima esposizione divenne però anche oggetto di critiche e persino di derisione. Le opere esposte venivano infatti denigrate non solo dalla critica ufficiale, ma anche dal pubblico parigino stesso. Il Salon des Refusés ebbe il merito di consentire una prima apertura verso l'arte "non ufficiale" e tradizionalista, ma anche lo svantaggio di esporre i giovani artisti al pubblico ludibrio. Al nuovo Salon parteciparono anche artisti come Degas (anche se si definiva realista) e Renoir. Il 1863 è la data convenzionale dalla quale si fa iniziare l'impressionismo, data in cui proprio  quest'anno si tenne a Parigi il primo Salon des Refusés.
L'inizio ufficiale dell'impressionismo viene tuttavia fatto risalire al 1874. In quell'anno si tenne infatti, nello studio del fotografo Nadar, la prima mostra degli "artisti indipendenti", organizzata dagli stessi artisti che vi presero parte, conseguenza della loro ripetuta esclusione dalle mostre ufficiali, in primis il Salon.
Émile Zola essendo stato testimone di quegli eventi, nel suo romanzo L'Opera descrisse l'esposizione e la reazione del pubblico.